# ساتوشی فوجیتا
ساتوشی فوجیتا (ژاپنی: [] Error: {{Lang}}: فاقد متن (راهنما)؛ زادهٔ ۲۳ سپتامبر ۱۹۷۶) یک بازیکن فوتبال اهل ژاپن است.
از باشگاه‌هایی که در آن بازی کرده‌است می‌توان به باشگاه فوتبال گامبا اوساکا اشاره کرد.